# Thalheim (Dornburg)
Thalheim ist ein Ortsteil der Gemeinde Dornburg im mittelhessischen Landkreis Limburg-Weilburg.

## Geografische Lage

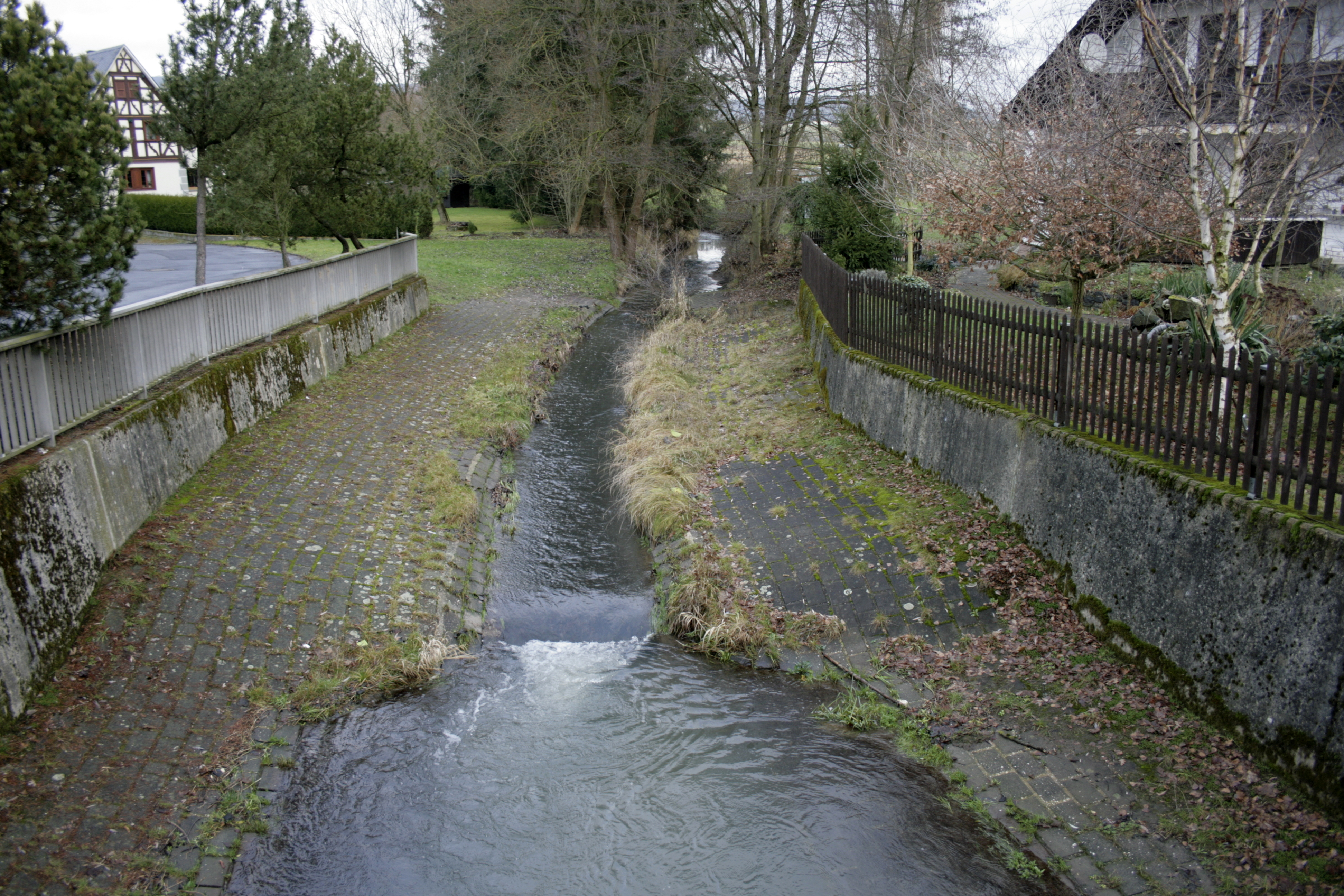
Salzbach im Ortskern

Thalheim liegt in einem verbreiterten Talabschnitt am Ufer des Salzbachs, eines Zuflusses des Elbbachs. Der Ort selbst erstreckt sich von einer Höhe von rund 160 Metern am Salzbach bis auf rund 200 Meter in den Neubaugebieten am Ortsrand.
Die Thalheimer Gemarkung dehnt sich grob dreieckig und spitz zulaufend in nordöstlicher Richtung. Der Salzbach durchfließt sie vom Nordwesten nach Südosten. Von Norden kommt ein weiterer Bach heran, der am nördlichen Ortsrand in den Salzbach mündet. Die Gemarkung grenzt von Nordwesten im Uhrzeigersinn an Dorndorf, Frickhofen, den Elbtaler Ortsteil Heuchelheim, an die Hadamarer Stadtteile Ober- und Niederzeuzheim sowie im Westen an Molsberg und damit an die Landesgrenze zu Rheinland-Pfalz. Höchster Punkt der Gemarkung ist der südlich des Orts gelegene Hellersberg. Das gesamte Gelände steigt rund um die Troglage des Orts an, besonders nach Süden und Westen, mit Ausnahme des stark eingeschnittenen Salzbachabflusses im Südosten. Im Norden und Osten steigt die Landschaft nur leicht an.
Die Gemarkung besteht hauptsächlich aus landwirtschaftlich genutzter Fläche. Vor allem die Höhenlagen im Westen sind von Mischwald bedeckt. Nordöstlich des Orts befindet sich ein Naturschutzgebiet mit einigen Seen, südwestlich ein Basaltsteinbruch am Hellersberg.

## Geschichte

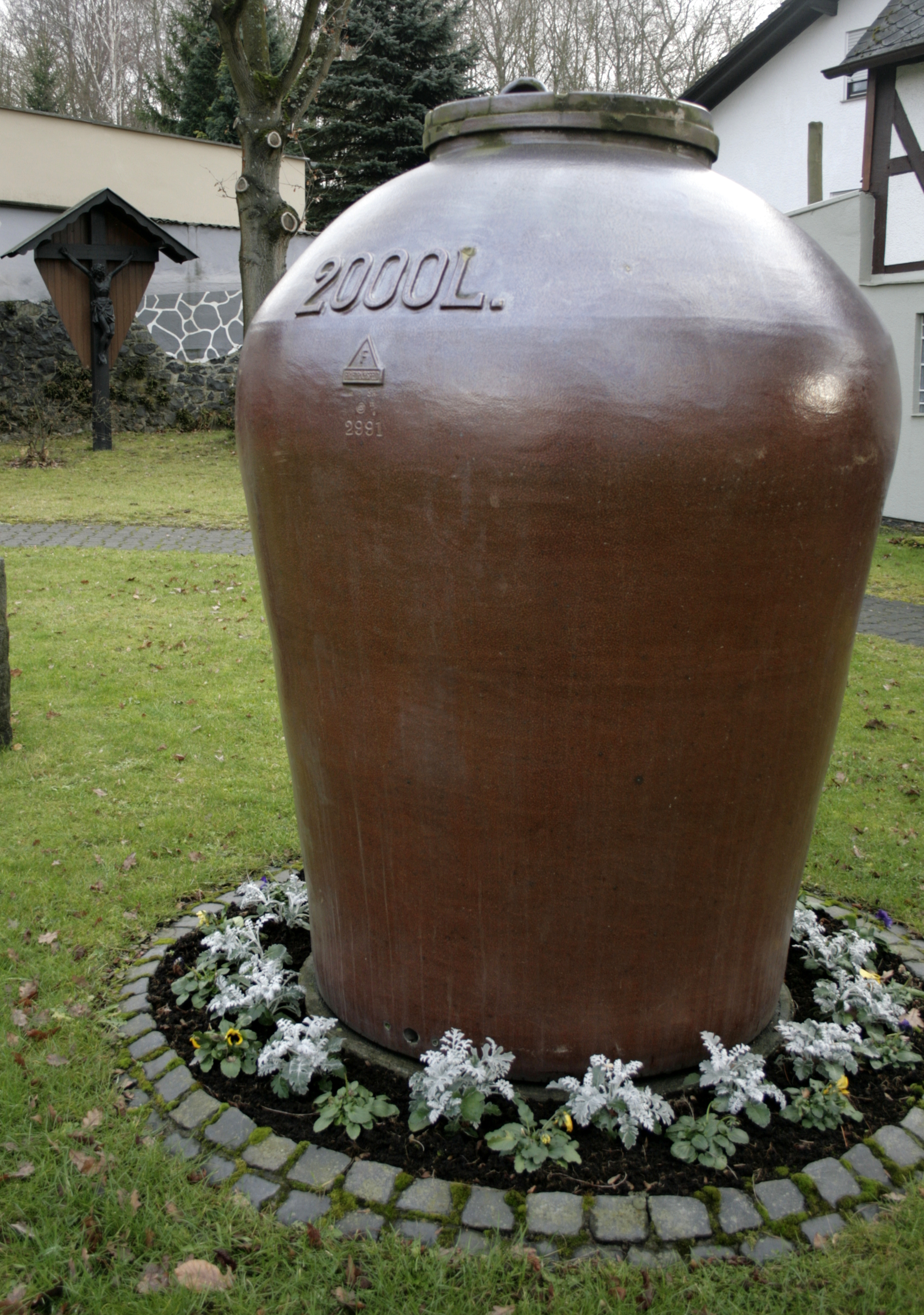
Denkmal für die Töpfertradition

### Ortsgeschichte
Die älteste bekannte schriftliche Erwähnung von Thalheim erfolgte unter dem Namen Daleheim im Jahr 1230 in einer Urkunde der Deutschordensballei Hessen.
Der Kern der ursprünglichen Siedlung lag vermutlich im Bereich des heutigen Anwesens „Hofgarten“. Aufgrund der Namensendung -heim wird Thalheim, wie mehrere Orte in der Umgebung, als fränkische Gründungen von vor dem 6. Jahrhundert n. Chr. angesprochen. Jedoch ist diese Datierung keineswegs gesichert.
Für 1231 sind fünf Höfe im Besitz des Deutschen Ordens in Thalheim nachgewiesen. Das älteste heute noch bestehende Haus ist der „Kölsche Hof“ aus dem Jahr 1553. Im Jahr 1771 richtete Nassau-Oranien in Thalheim einen Jahrmarkt mit nachfolgendem Gerichtstag ein.
Wirtschaftlich bedeutend war das Töpferhandwerk. Aus diesem Grund wird auch heute noch die verspottende Bezeichnung „Deppe-Dohlem“ (von „Dippe“: Topf) verwendet. Vermutlich um 1840 erlosch das Töpfergewerbe im Ort.
Im Herbst 2008 wurde in dem Fachwerkhaus Wirtshof 2 ein Dorfmuseum eingerichtet. Zum 1. Januar 2009 wurde Thalheim in das Dorferneuerungsprogramm des Landes Hessen aufgenommen.
Hessische Gebietsreform (1970–1977)
Im Zuge der Gebietsreform in Hessen wurde die bis dahin selbständige Gemeinde Thalheim zum 31. Dezember 1971 auf freiwilliger Basis in die
seit dem 1. Februar 1971 bestehenden neuen Gemeinde Dornburg eingemeindet.
Für Thalheim wurde, wie für die übrigen Ortsteile von Dornburg, ein Ortsbezirk eingerichtet.

### Verwaltungsgeschichte im Überblick
Die folgende Liste zeigt die Staaten bzw. Herrschaftsgebiete und deren untergeordnete Verwaltungseinheiten, in denen Thalheim lag:
- vor 1711: Heiliges Römisches Reich, Fürstentum Nassau-Hadamar, Amt Hadamar
- 1717–1743: Heiliges Römisches Reich, Fürstentum Nassau-Dillenburg, Amt Hadamar
- 1743–1806: Heiliges Römisches Reich, Département Sieg, Arrondissement Dillenburg, Amt Hadamar
- 1806–1813: Großherzogtum Berg, Departement der Sieg, Kanton Hadamar
- 1813–1815: Fürstentum Nassau-Oranien, Amt Hadamar
- ab 1816: Herzogtum Nassau, Amt Hadamar
- ab 1849: Herzogtum Nassau, Kreisamt Hadamar[Anm. 1]
- ab 1854: Herzogtum Nassau, Amt Hadamar
- ab 1867: Norddeutscher Bund[Anm. 2], Königreich Preußen, Provinz Hessen-Nassau, Regierungsbezirk Wiesbaden, Oberlahnkreis[Anm. 3]
- ab 1871: Deutsches Reich, Königreich Preußen, Provinz Hessen-Nassau, Regierungsbezirk Wiesbaden, Oberlahnkreis
- ab 1886: Deutsches Reich, Königreich Preußen, Provinz Hessen-Nassau, Regierungsbezirk Wiesbaden, Kreis Limburg
- ab 1918: Deutsches Reich, Freistaat Preußen, Provinz Hessen-Nassau, Regierungsbezirk Wiesbaden, Kreis Limburg
- ab 1944: Deutsches Reich, Freistaat Preußen, Provinz Nassau, Landkreis Limburg
- ab 1945: Amerikanische Besatzungszone, Groß-Hessen, Regierungsbezirk Wiesbaden, Landkreis Limburg
- ab 1946: Amerikanische Besatzungszone, Land Hessen, Regierungsbezirk Wiesbaden, Landkreis Limburg
- ab 1949: Bundesrepublik Deutschland, Land Hessen, Regierungsbezirk Wiesbaden, Landkreis Limburg
- ab 1968: Bundesrepublik Deutschland, Land Hessen, Regierungsbezirk Darmstadt, Landkreis Limburg
- ab 1971: Bundesrepublik Deutschland, Land Hessen, Regierungsbezirk Darmstadt, Landkreis Limburg, Gemeinde Dornburg[Anm. 4]
- ab 1974: Bundesrepublik Deutschland, Land Hessen, Regierungsbezirk Darmstadt, Landkreis Limburg-Weilburg, Gemeinde Dornburg
- ab 1981: Bundesrepublik Deutschland, Land Hessen, Regierungsbezirk Gießen, Landkreis Limburg-Weilburg, Gemeinde Dornburg

### Bevölkerung
Einwohnerstruktur 2011
Nach den Erhebungen des Zensus 2011 lebten am Stichtag dem 9. Mai 2011 in Thalheim 1236 Einwohner. Darunter waren 57 (4,6 %) Ausländer.
Nach dem Lebensalter waren 231 Einwohner unter 18 Jahren, 504 zwischen 18 und 49, 252 zwischen 50 und 64 und 252 Einwohner waren älter.
Die Einwohner lebten in 522 Haushalten. Davon waren 159 Singlehaushalte, 147 Paare ohne Kinder und 174 Paare mit Kindern, sowie 33 Alleinerziehende und 6 Wohngemeinschaften. In 123 Haushalten lebten ausschließlich Senioren und in 336 Haushaltungen lebten keine Senioren.
Einwohnerentwicklung
| Thalheim: Einwohnerzahlen von 1834 bis 2019 | Thalheim: Einwohnerzahlen von 1834 bis 2019 | Thalheim: Einwohnerzahlen von 1834 bis 2019 | Thalheim: Einwohnerzahlen von 1834 bis 2019 | Thalheim: Einwohnerzahlen von 1834 bis 2019 |
| --- | ------------------------------------------- | ------------------------------------------- | ------------------------------------------- | ------------------------------------------- |
| Jahr |                                             |                                             |                                             | Einwohner                                   |
| 1834 | 1834                                        |                                             | 848                                         | 848                                         |
| 1840 | 1840                                        |                                             | 883                                         | 883                                         |
| 1846 | 1846                                        |                                             | 972                                         | 972                                         |
| 1852 | 1852                                        |                                             | 984                                         | 984                                         |
| 1858 | 1858                                        |                                             | 932                                         | 932                                         |
| 1864 | 1864                                        |                                             | 940                                         | 940                                         |
| 1871 | 1871                                        |                                             | 831                                         | 831                                         |
| 1875 | 1875                                        |                                             | 869                                         | 869                                         |
| 1885 | 1885                                        |                                             | 923                                         | 923                                         |
| 1895 | 1895                                        |                                             | 871                                         | 871                                         |
| 1905 | 1905                                        |                                             | 858                                         | 858                                         |
| 1910 | 1910                                        |                                             | 821                                         | 821                                         |
| 1925 | 1925                                        |                                             | 907                                         | 907                                         |
| 1939 | 1939                                        |                                             | 802                                         | 802                                         |
| 1946 | 1946                                        |                                             | 1.194                                       | 1.194                                       |
| 1950 | 1950                                        |                                             | 1.140                                       | 1.140                                       |
| 1956 | 1956                                        |                                             | 1.040                                       | 1.040                                       |
| 1961 | 1961                                        |                                             | 1.104                                       | 1.104                                       |
| 1967 | 1967                                        |                                             | 1.190                                       | 1.190                                       |
| 1970 | 1970                                        |                                             | 1.237                                       | 1.237                                       |
| 1980 | 1980                                        |                                             | ?                                           | ?                                           |
| 1990 | 1990                                        |                                             | ?                                           | ?                                           |
| 2000 | 2000                                        |                                             | ?                                           | ?                                           |
| 2011 | 2011                                        |                                             | 1.236                                       | 1.236                                       |
| 2019 | 2019                                        |                                             | 1.296                                       | 1.296                                       |
| Datenquelle: Historisches Gemeindeverzeichnis für Hessen: Die Bevölkerung der Gemeinden 1834 bis 1967. Wiesbaden: Hessisches Statistisches Landesamt, 1968. Weitere Quellen: ; Zensus 2011 |                                             |                                             |                                             |                                             |

Religionszugehörigkeit
| • 1885: | 09 evangelische (= 0,98 %), 906 katholische (= 98,16 %) und 8 jüdische (= 0,87 %) Einwohner |
| • 1961: | 37 evangelische (= 3,35 %) und 1058 katholische (= 95,83 %) Einwohner                       |

## Politik
Für Thalheim besteht ein Ortsbezirk (Gebiete der ehemaligen Gemeinde Thalheim) mit Ortsbeirat und Ortsvorsteher nach der Hessischen Gemeindeordnung.
Der Ortsbeirat besteht aus sechs Mitgliedern. Bei den Kommunalwahlen in Hessen 2021 betrug die Wahlbeteiligung zum Ortsbeirat 54,94 %. Dabei wurden gewählt: fünf Mitglieder der CDU und ein Mitglied der SPD.
Der Ortsbeirat wählte Andreas Hartmann (CDU) zum Ortsvorsteher.

## Kultur und Sehenswürdigkeiten

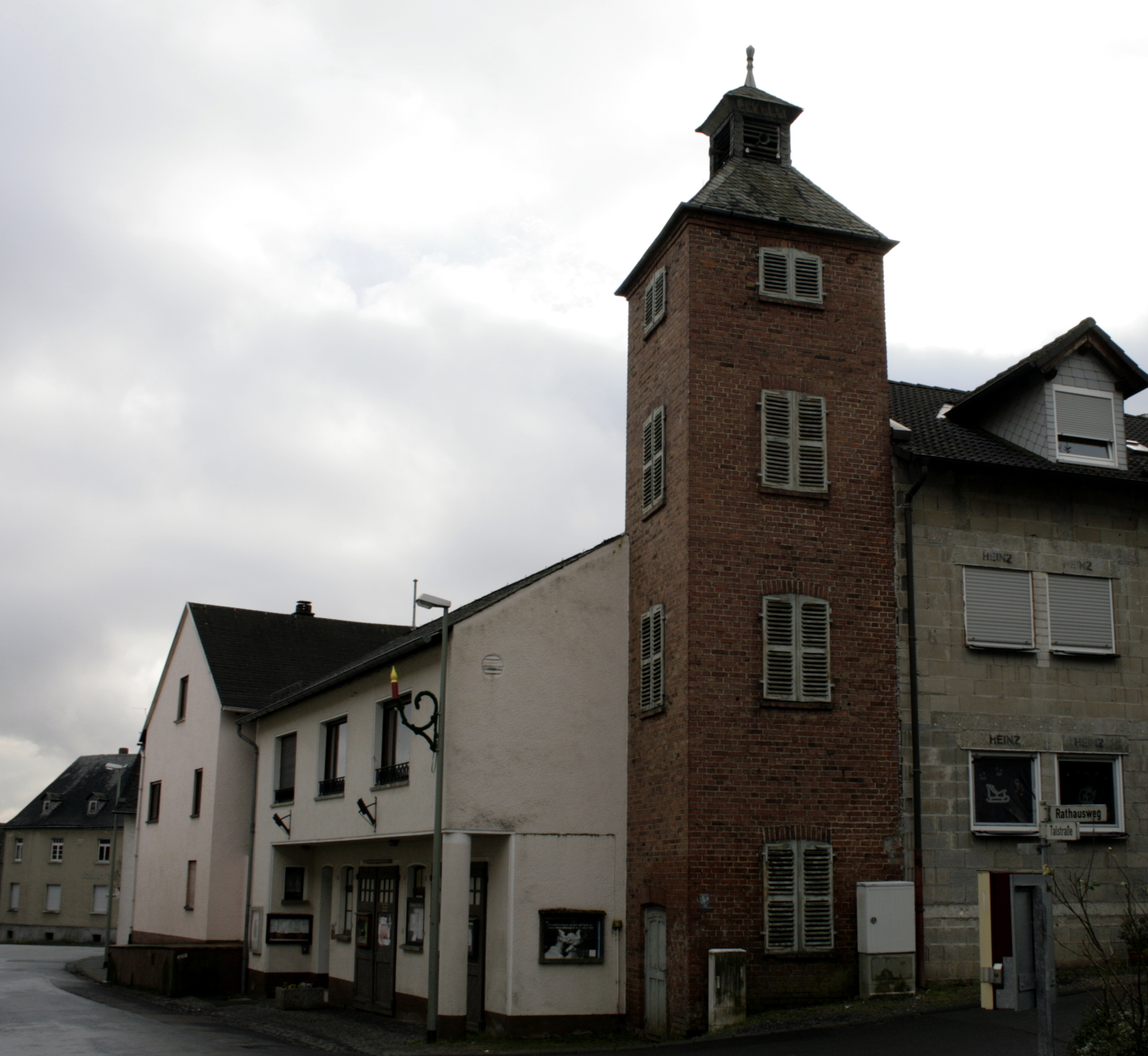
Ehemaliges Rathaus mit altem Feuerwehr-Schlauchturm

### Vereine
In Thalheim besteht die im Jahr 1909 gegründete Freiwillige Feuerwehr Thalheim (seit 1. Mai 1973 mit Jugendfeuerwehr), der Sportverein SV Rot-Weiß Thalheim 1919 (mit Tanzgruppen und Fußballgruppen), der Schützenverein „Hubertus“, der Gesangverein „Concordia“ sowie die VdK-Ortsgruppe und die katholische Frauengemeinschaft. Weiterhin besteht im Ort der Verschönerungs- und Verkehrsverein 1910 e. V., der im Dezember 1910 gegründet wurde.

### Bauwerke

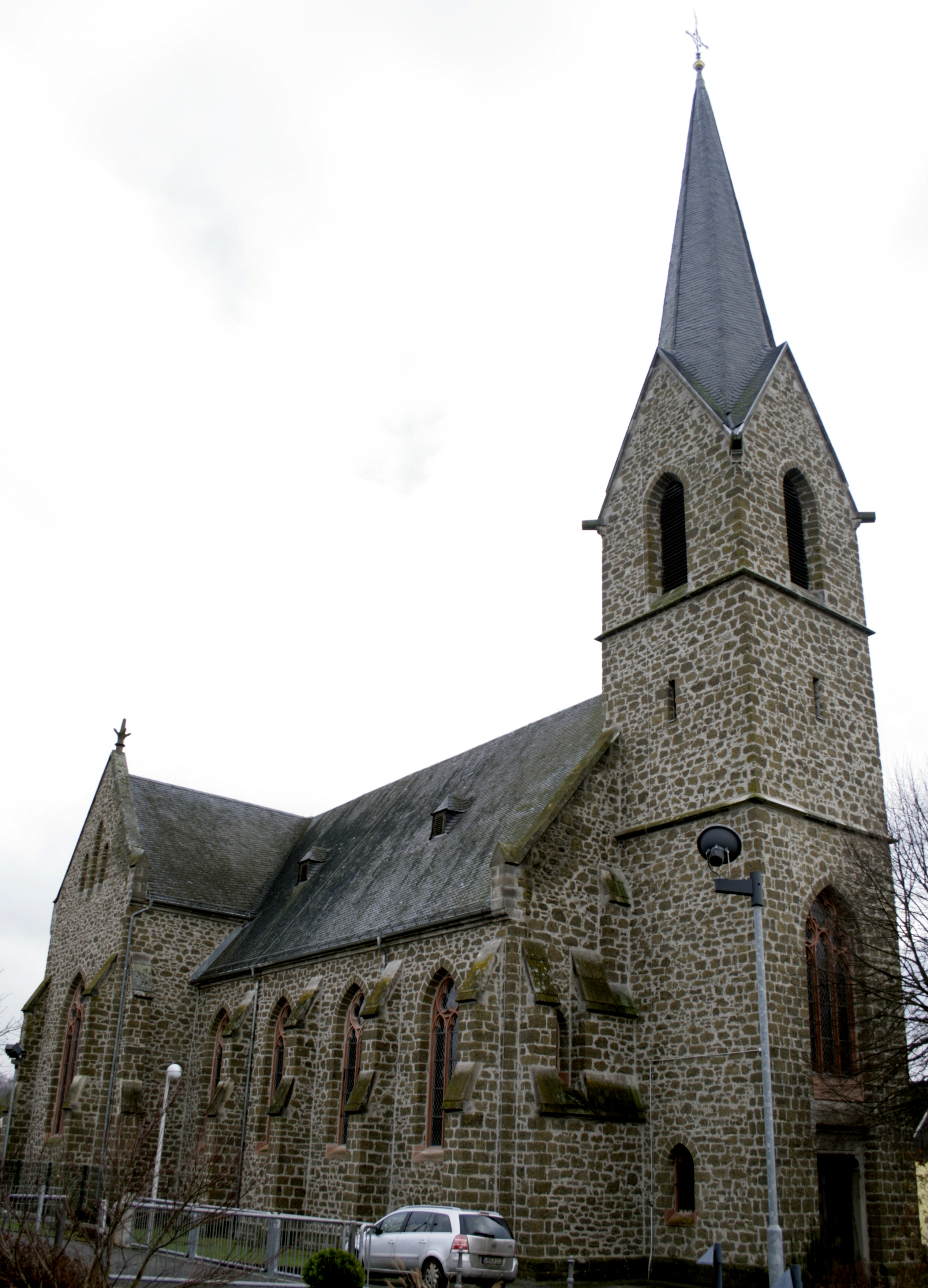
Portal und Nordwestseite der Kirche
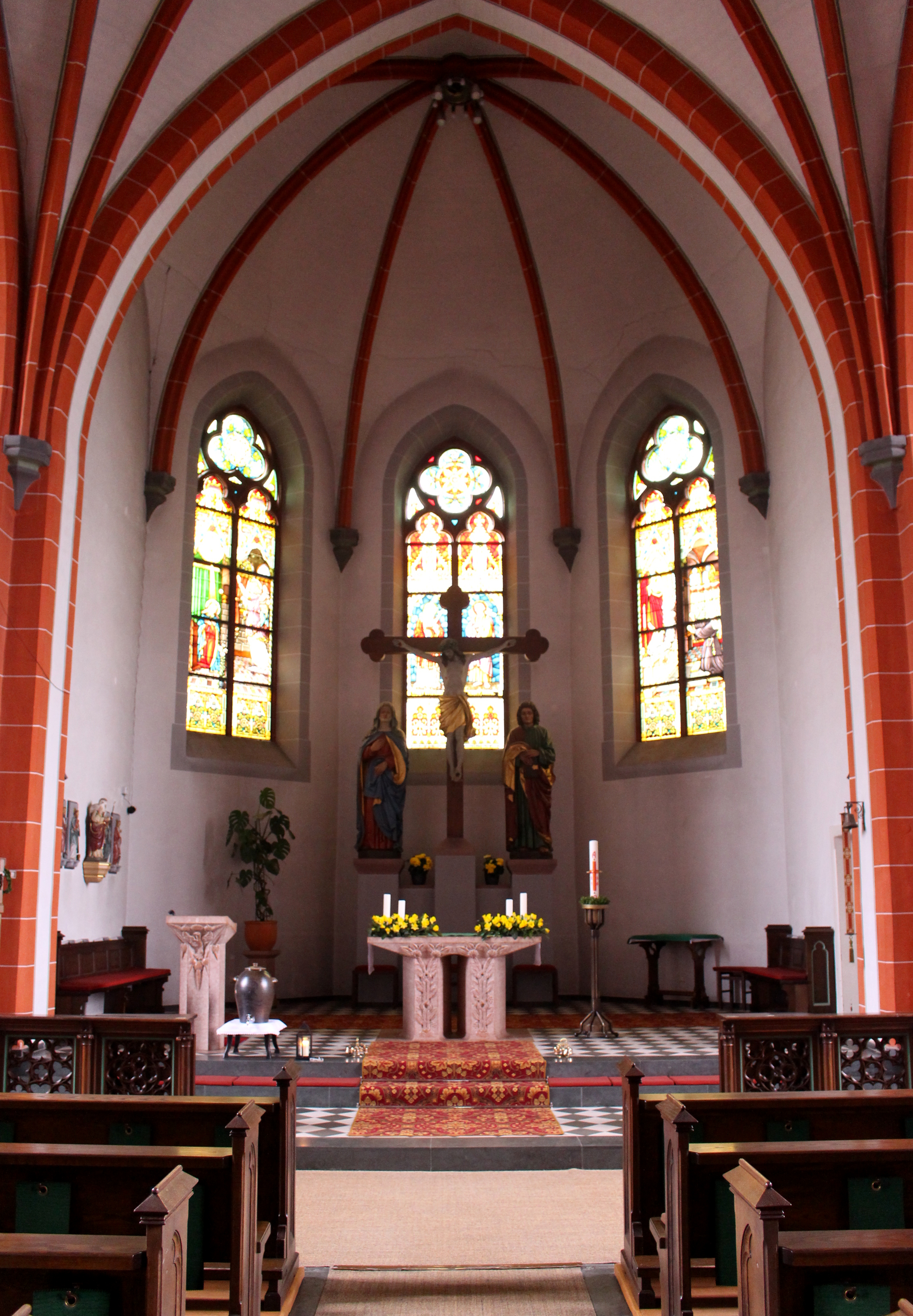
Chorraum
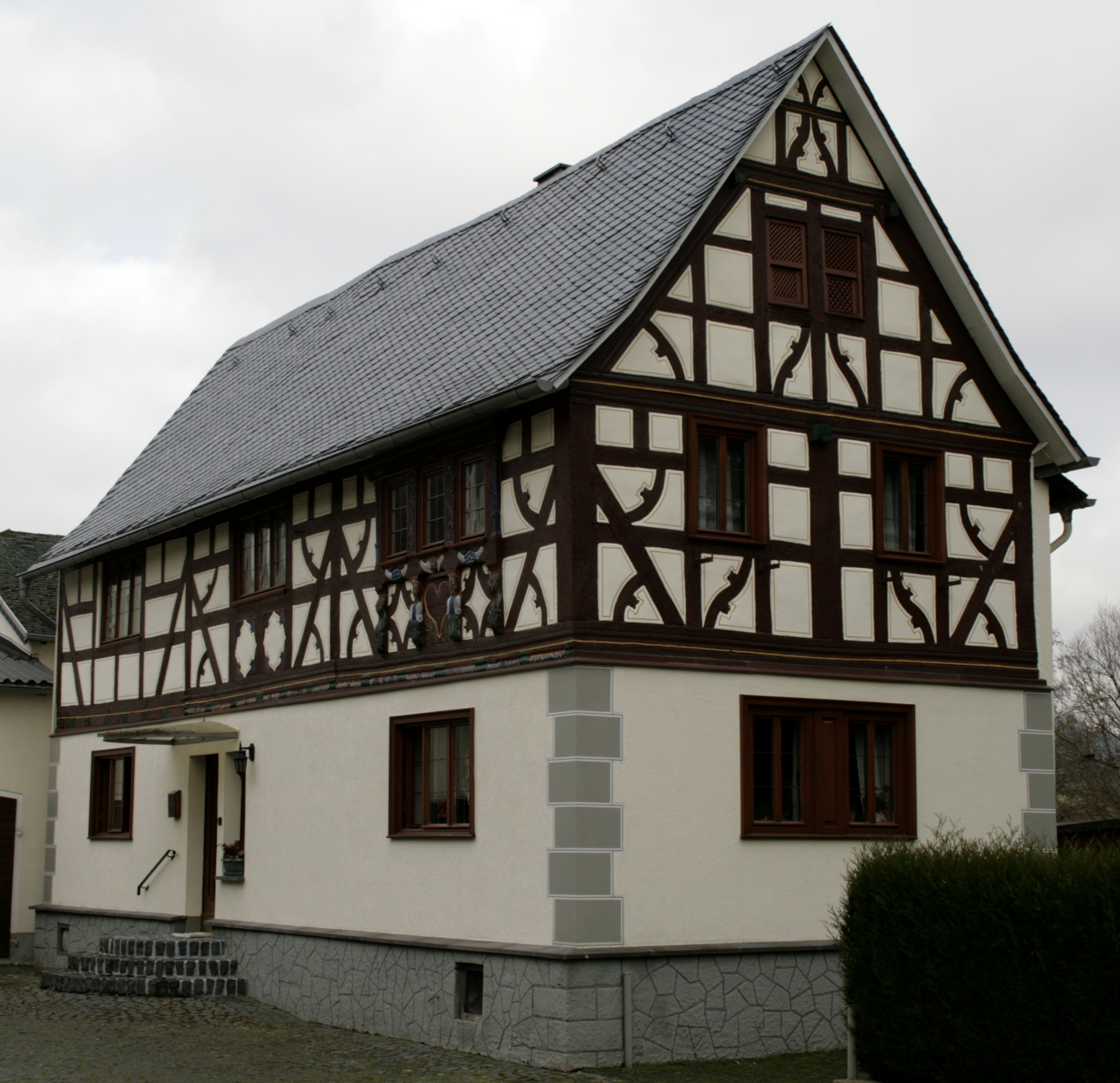
Alter Kirchplatz 2
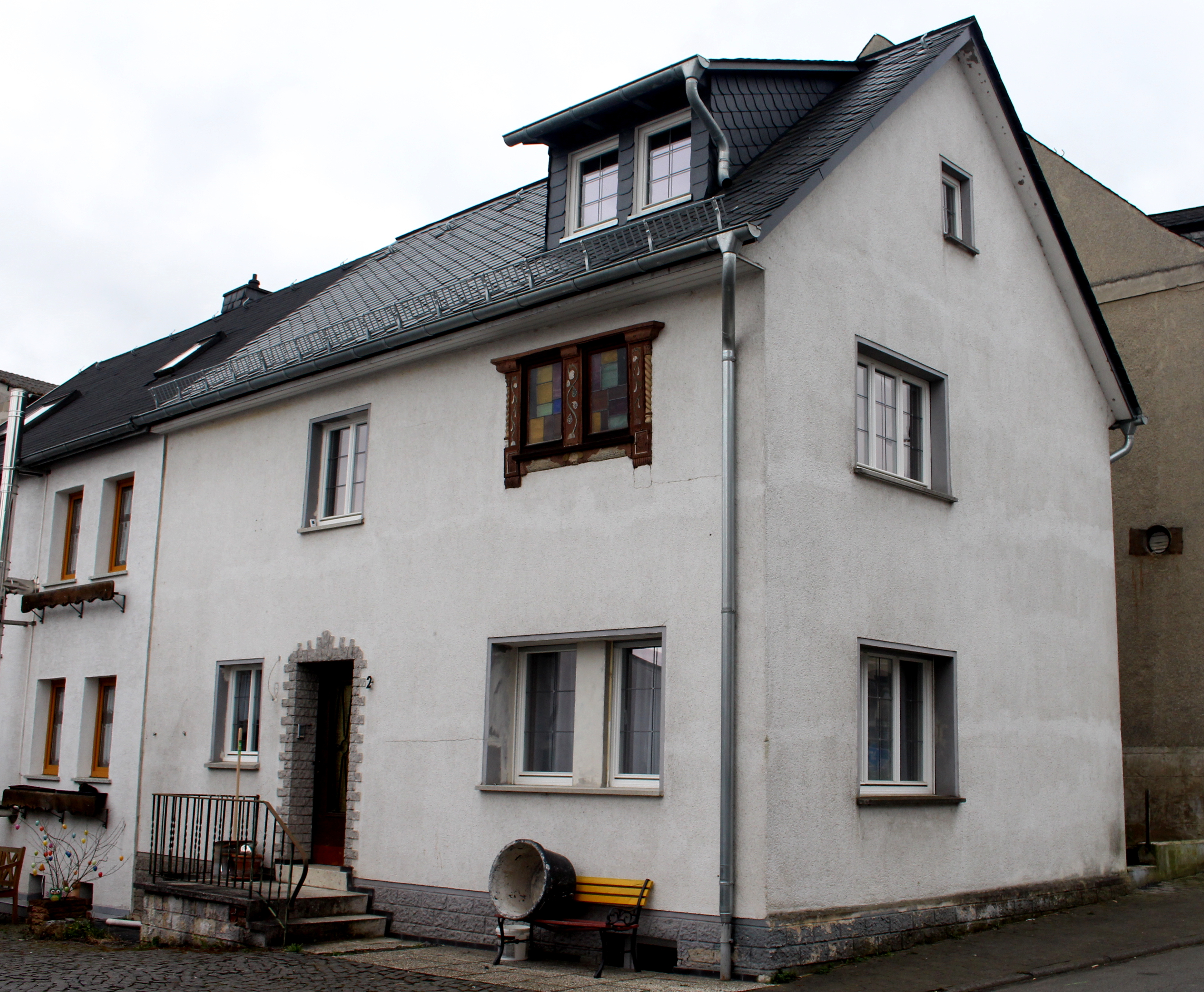
Hofgarten 2
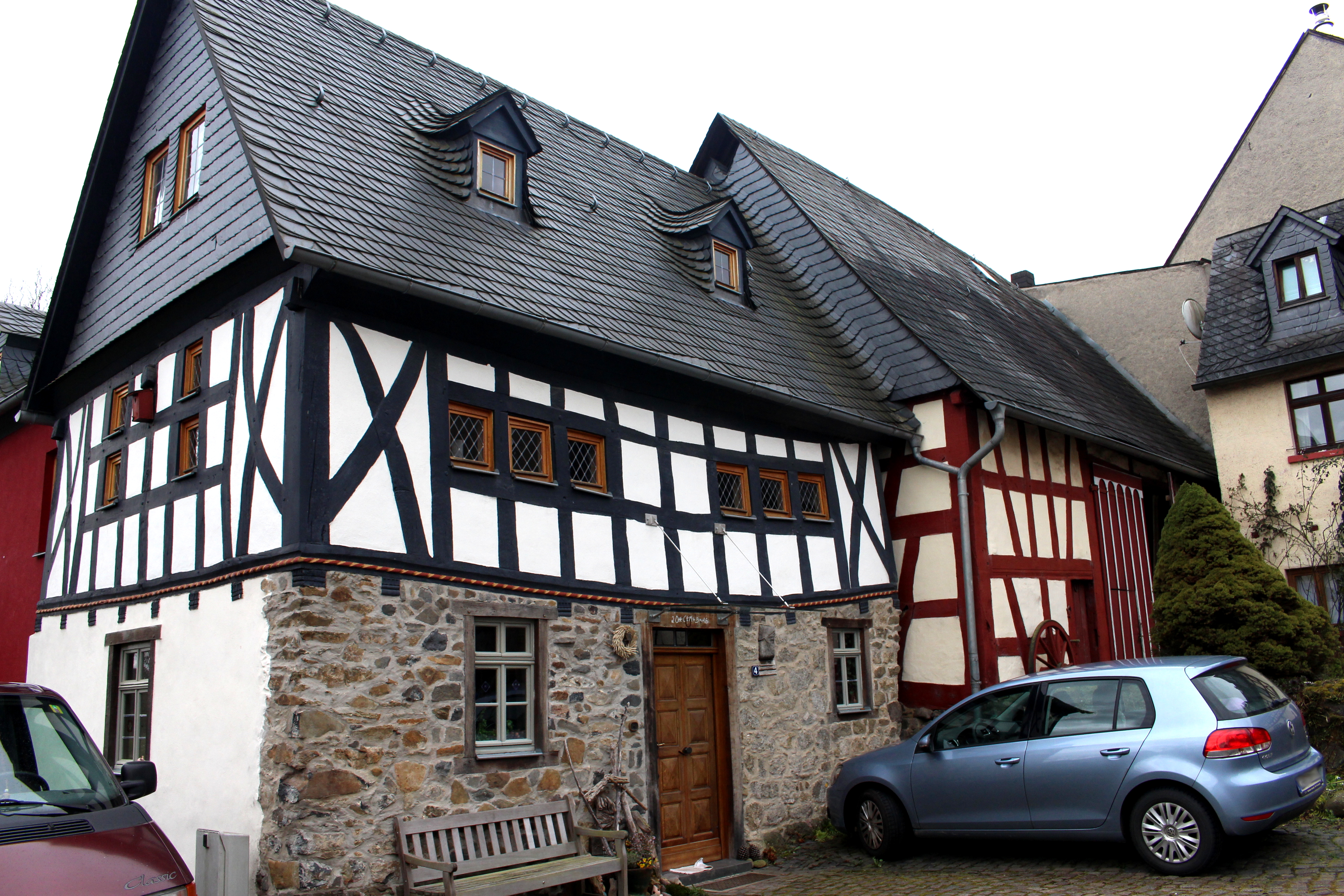
Älteres Wohnhaus und Scheune des Kölschen Hofs
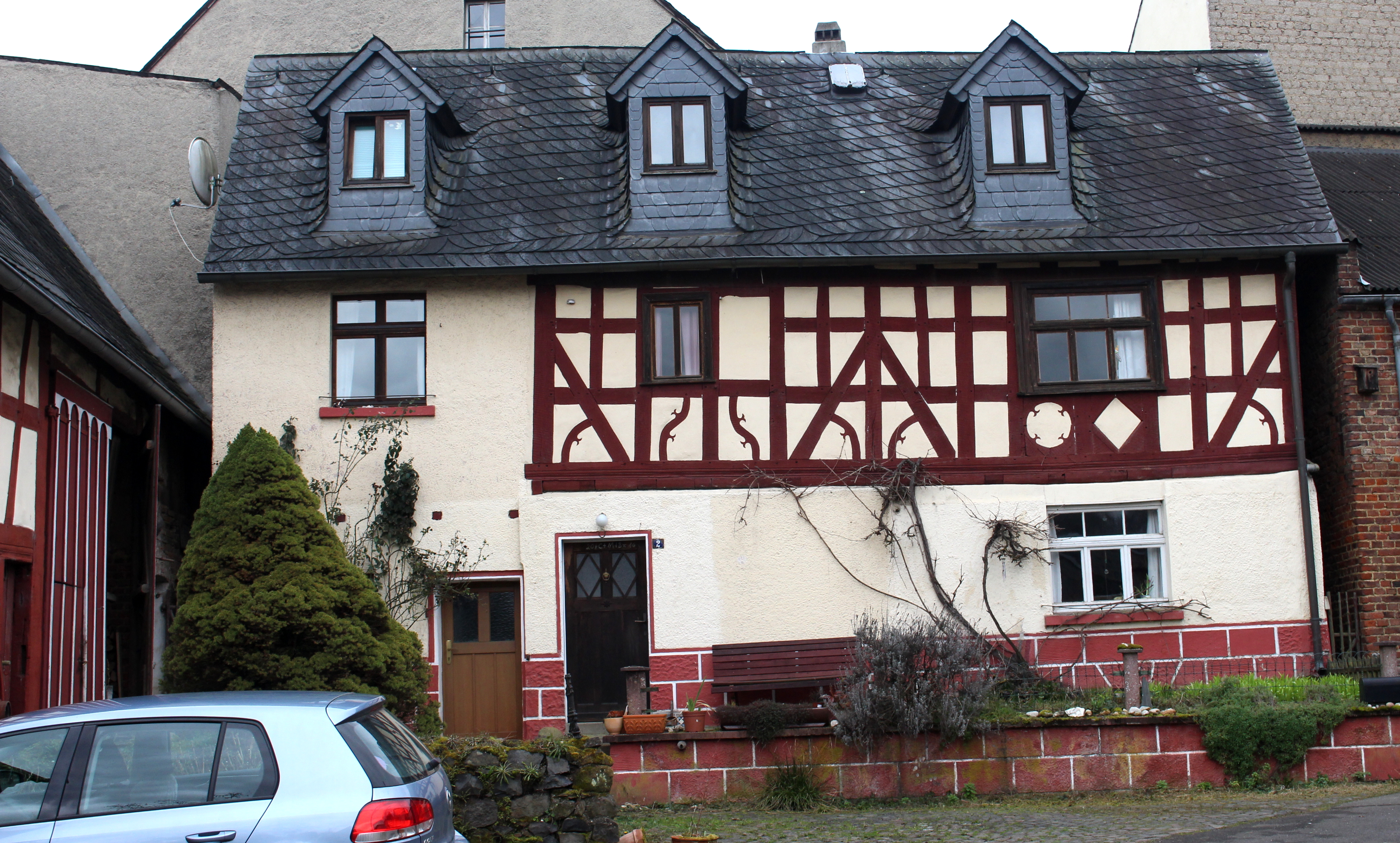
Jüngeres Wohnhaus im Westflügel des Kölschen Hofs
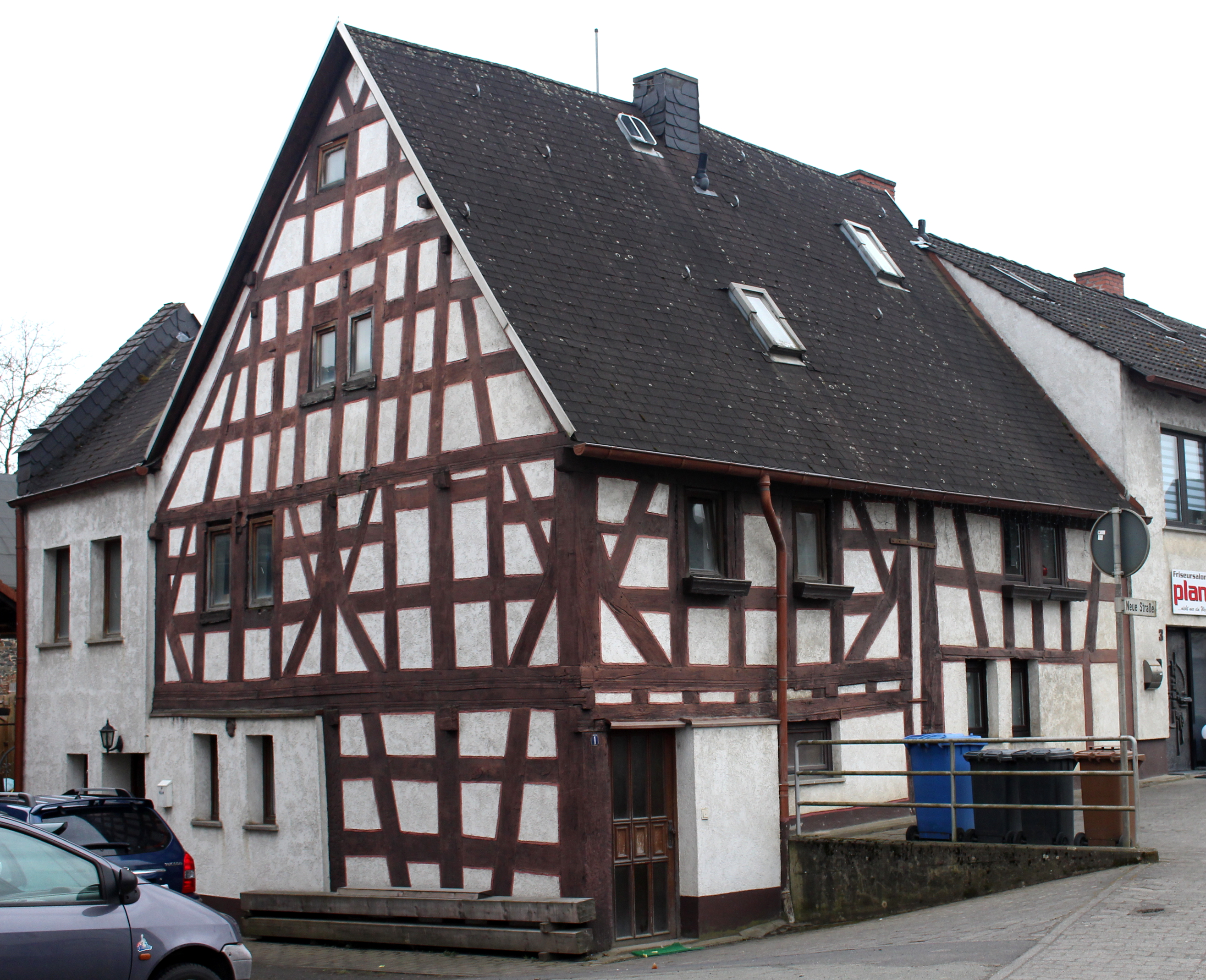
Neue Straße 1
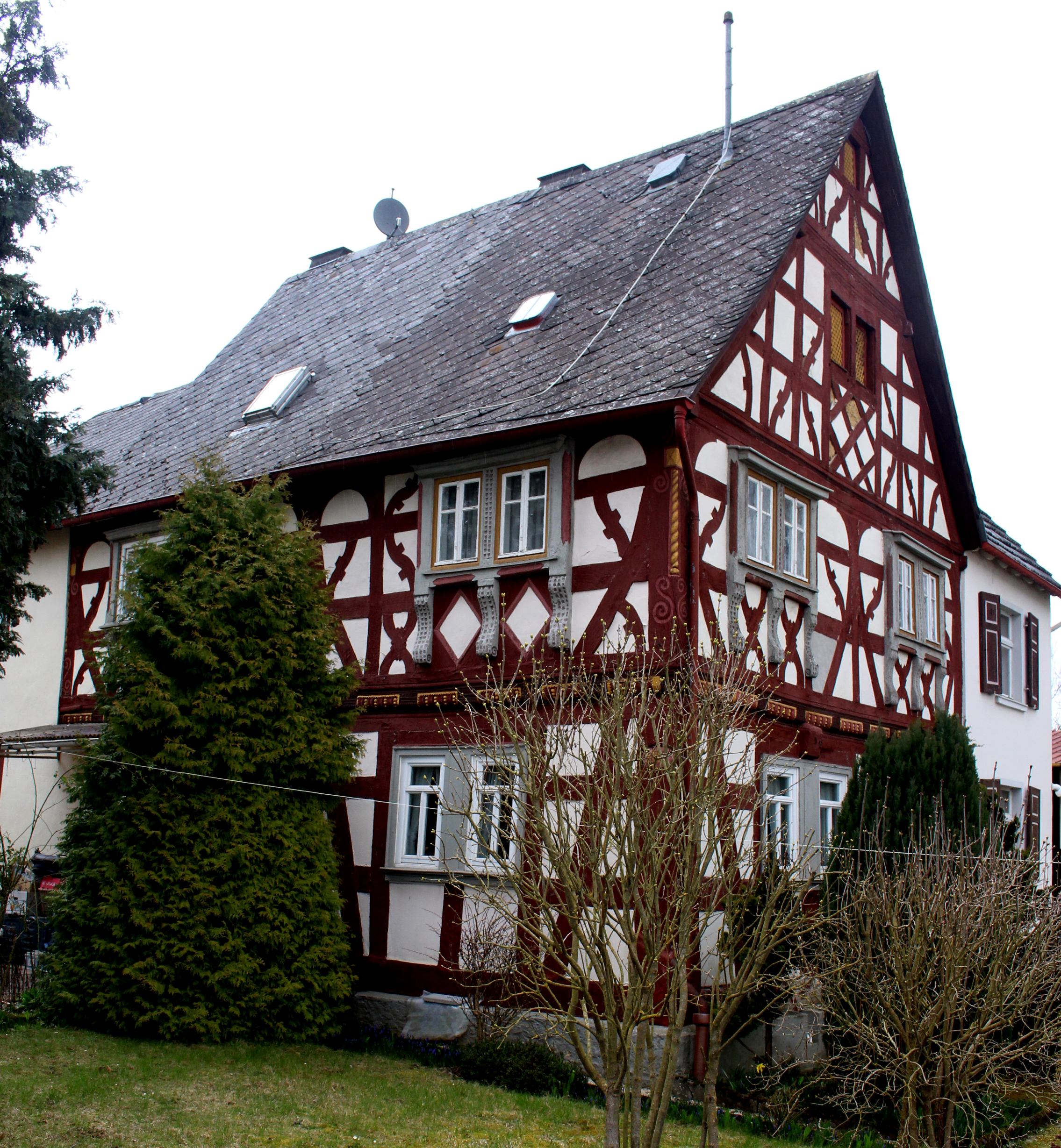
Oberdorfstraße 8/10
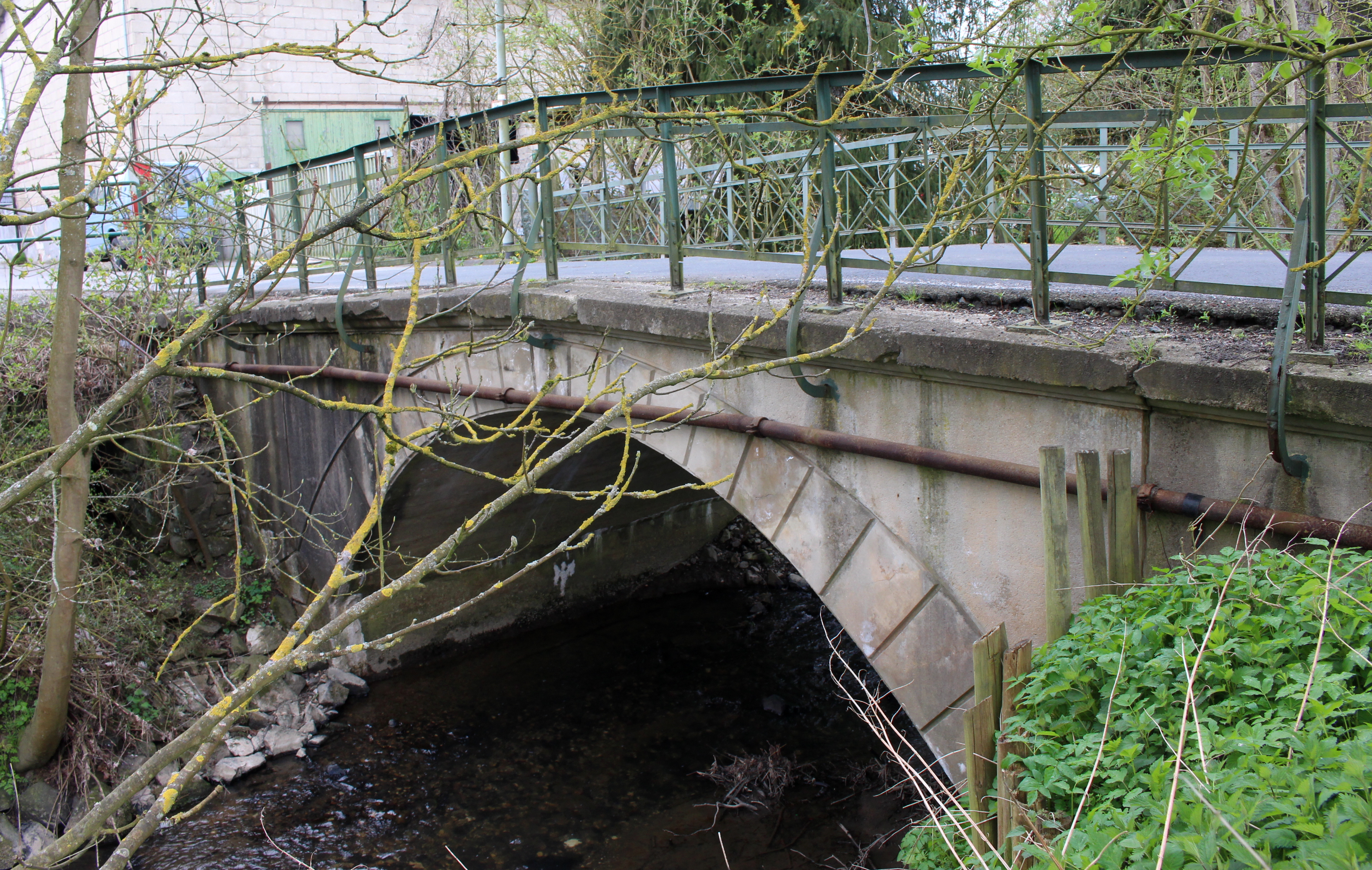
Salzbachbrücke
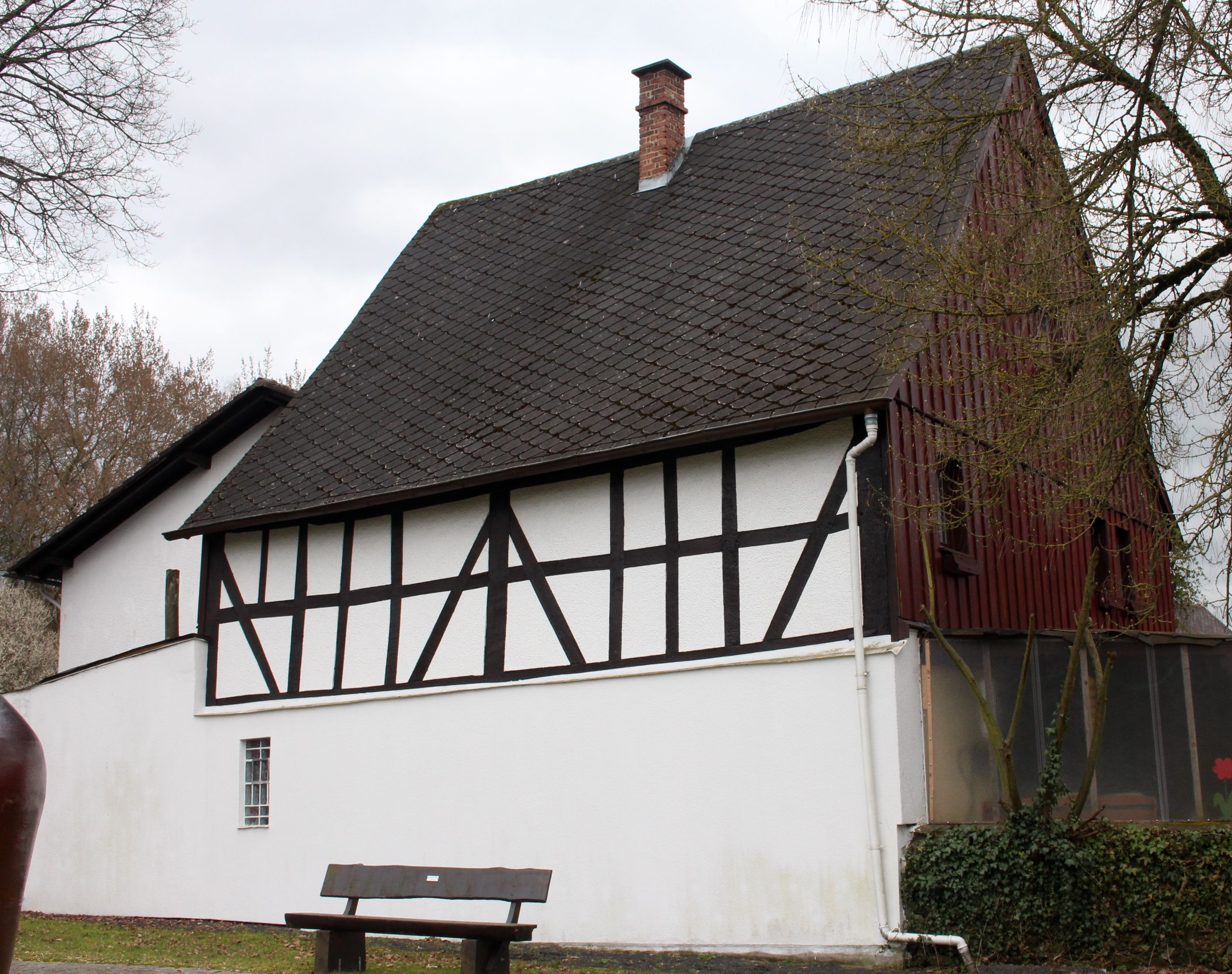
Unter Eichen 1
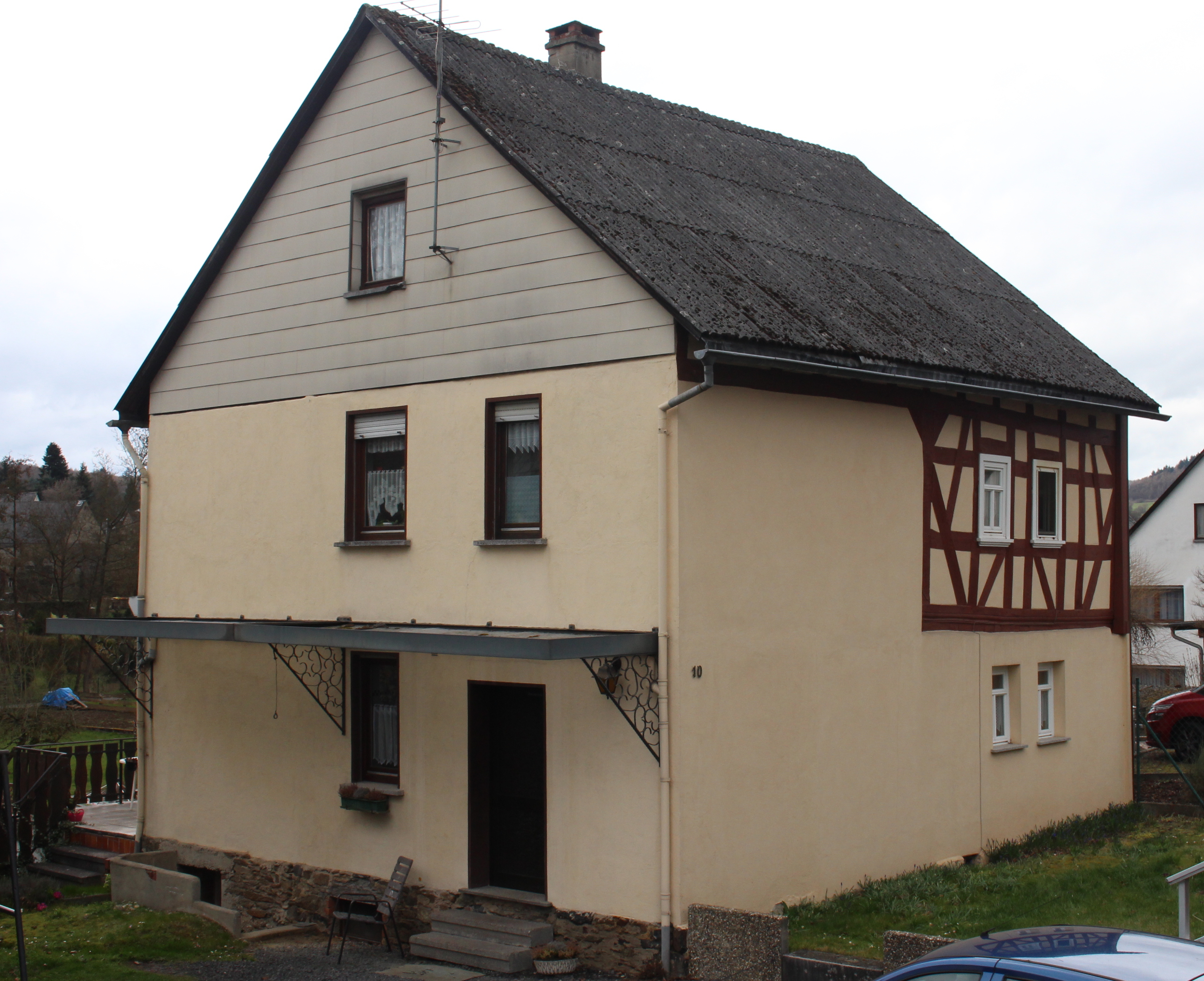
Unter Eichen 10
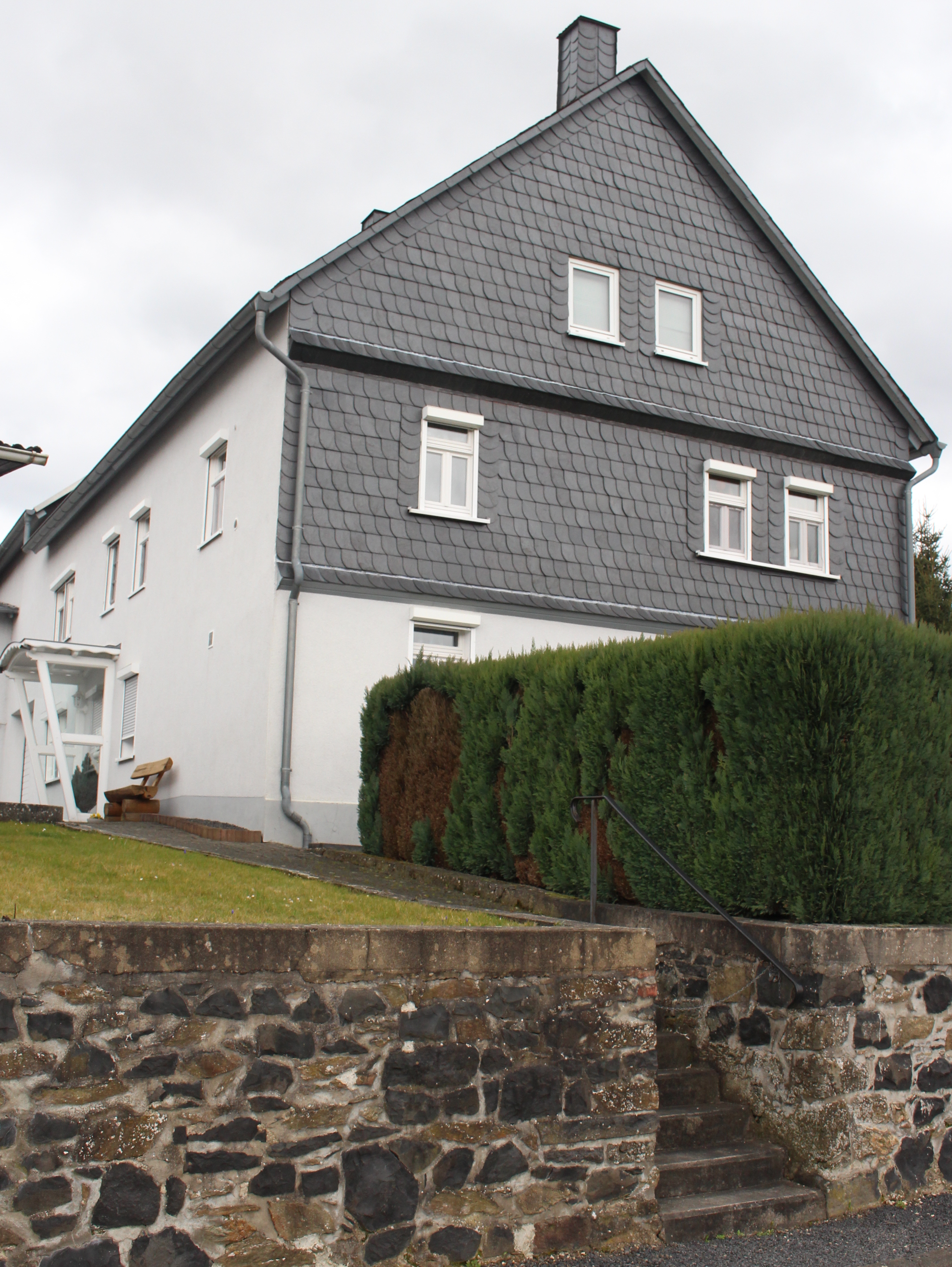
Unter Eichen 14
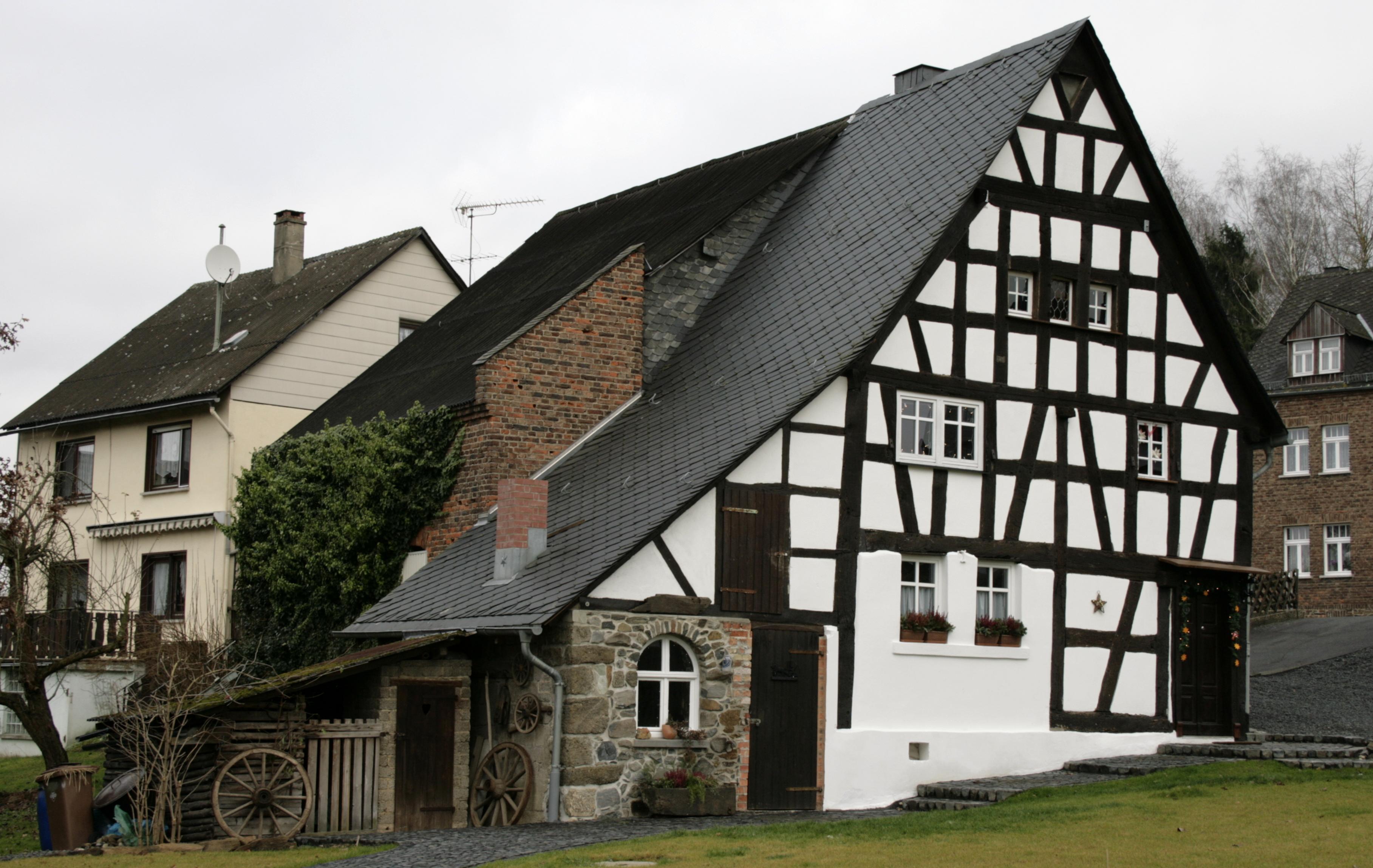
Wirtshof 2, Dorfmuseum
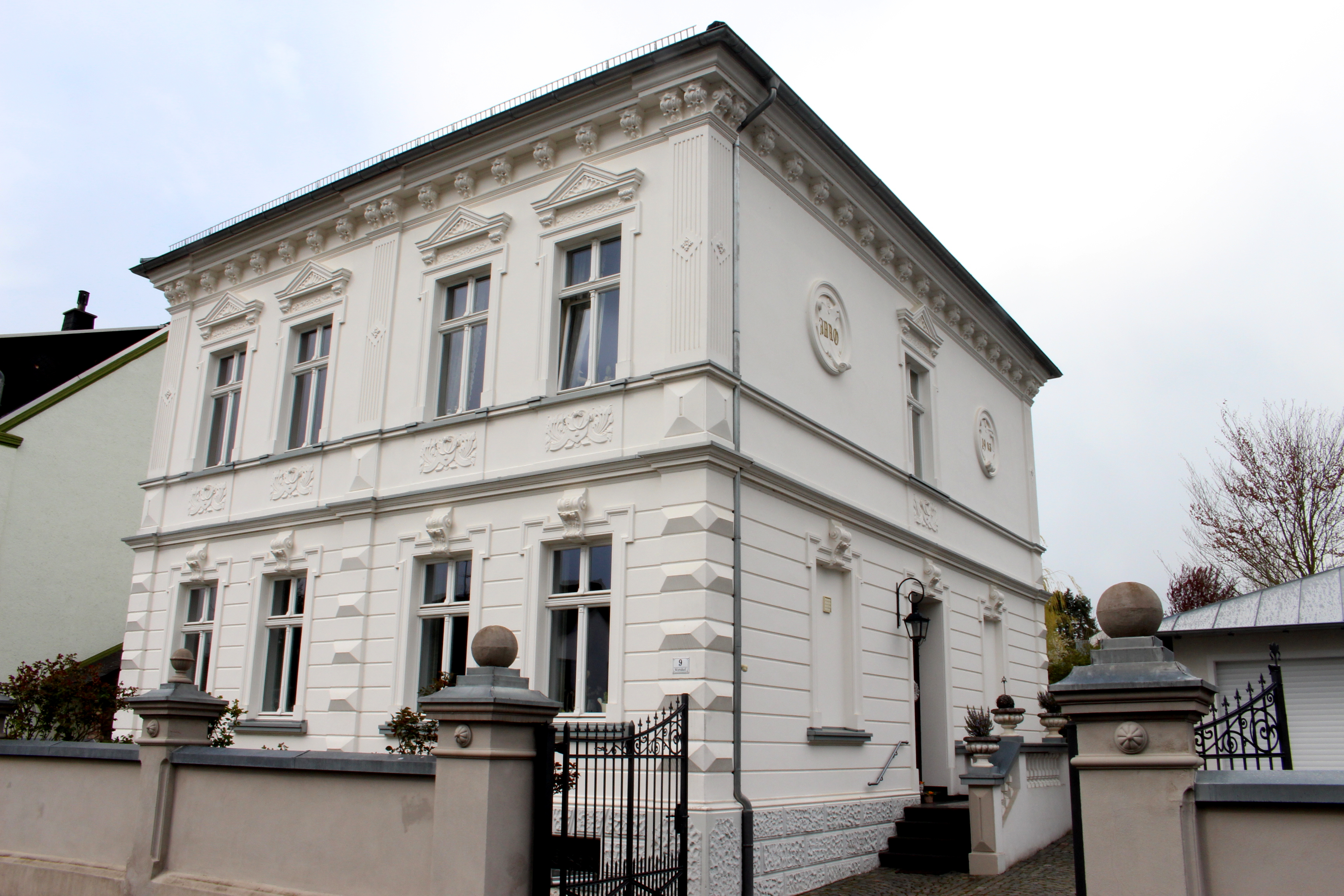
Wirtshof 9
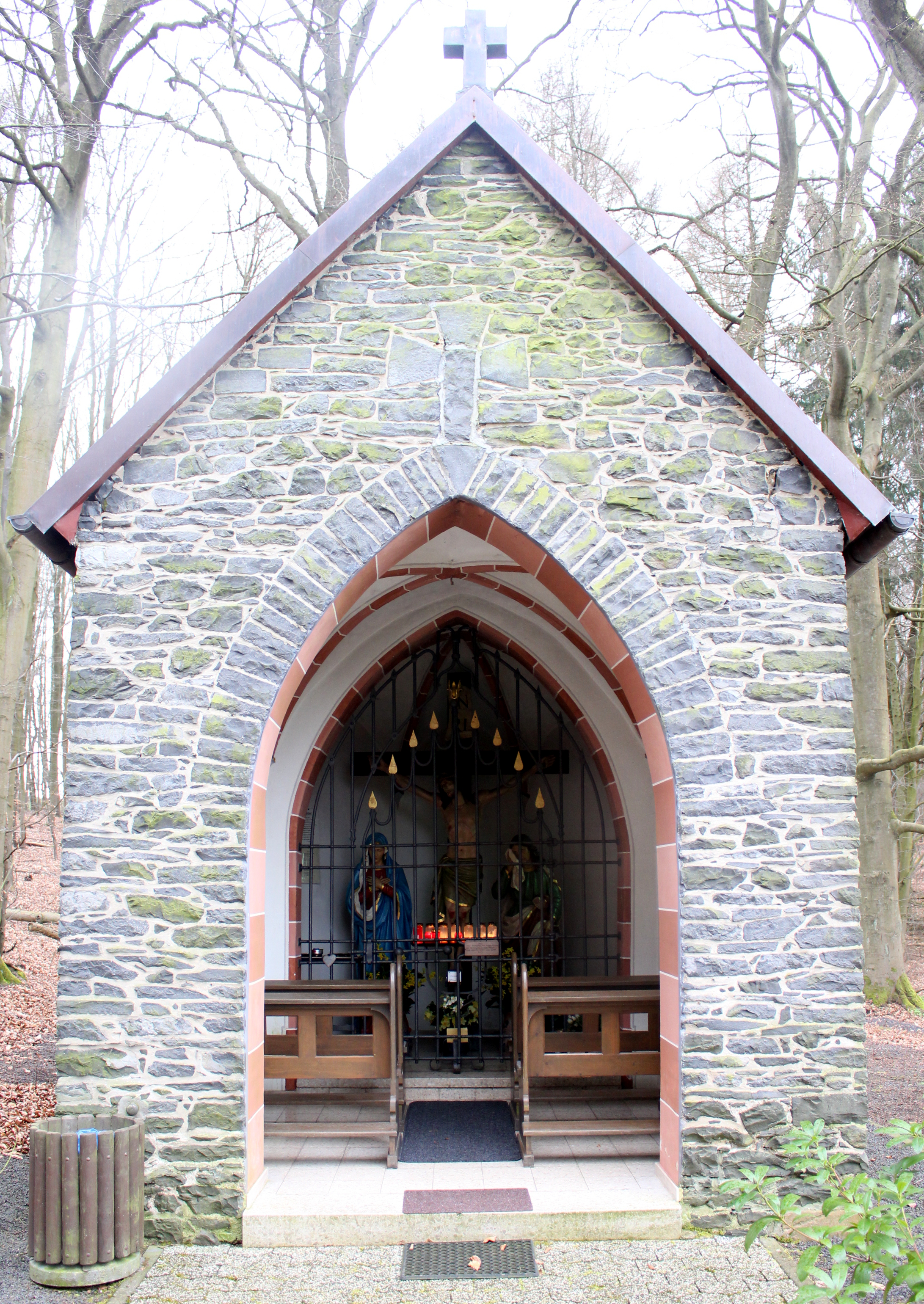
Waldkapelle
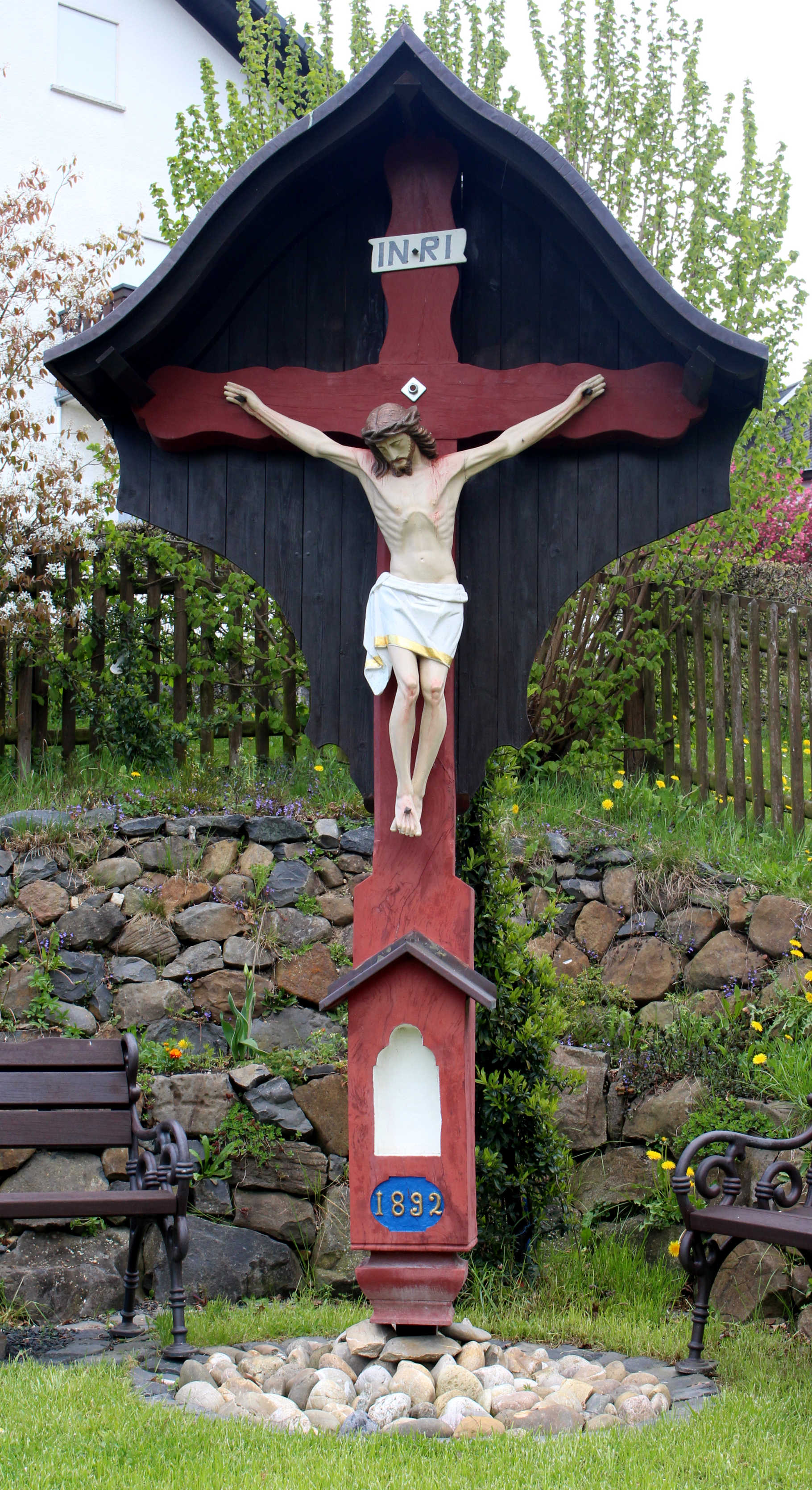
Langgassen-Kruzifix, heute am Dorfmuseum
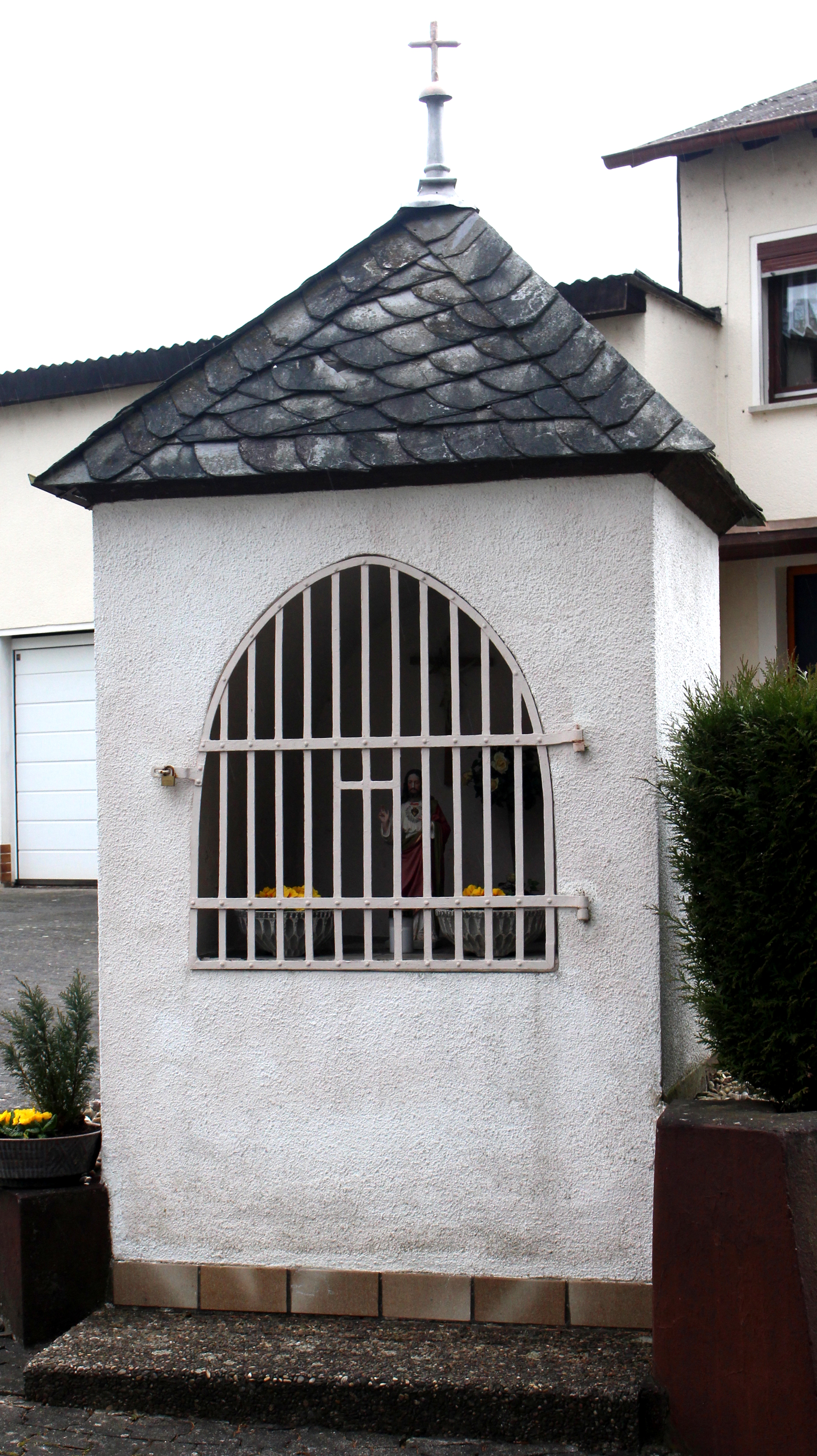
Bildstock Oberdorfstraße

#### Pfarrkirche St. Stephanus
Die katholische Pfarrkirche wurde 1887 vom Limburger Architekten J. Fachinger entworfen. Der Bau weist zurückhaltend eingesetzte neugotische Merkmale auf und ist aus regionalem Basalttuff errichtet. Der Fassadenturm sticht durch seinen hohen Spitzhelm hervor. Die Seitenschiffe der Basilika sind sehr schmal aufgeführt. Das Kircheninnere wird durch Kreuzrippengewölbe und eine besonders hervorgehobene Eingangsempore geprägt.

#### Alter Kirchplatz 2
Es handelt sich um einen leicht verschoben angeordneten Dreiseithof am Salzbach. Das Wohnhaus ist durch Anbauten verschiedener Epochen verändert, zeigt aber am Obergeschoss noch deutlich das ursprüngliche Fachwerk. Der Bauschmuck besteht vor allem aus der sehr symmetrischen Ausführung des Fachwerks, aus genasten und runden Querstreben sowie Schnitzereien. Vor allem der fränkische Erker zum Innenhof hin zeigt solche Schnitzereien mit Weinranken, Girlanden und Hermen. Die Scheune mit einem sehr einfachen, klaren Fachwerk aus dem 18. Jahrhundert gehörte ebenfalls zum Ensemble, wurde aber um das Jahr 2000 herum abgerissen.

#### Hofgarten 2
Das Fachwerk dieses Wohnhauses aus dem 18. Jahrhundert ist heute weitgehend von Verputz verdeckt. Lediglich ein fränkischer Erker mit aufwändigem Schnitzwerk an den Säulen (Spiralsäulchen, Ranken, Maske, Fabeltiere) ist noch sichtbar.

#### Kölscher Hof 2/4
Hierbei handelt es sich um eine sehr alte Hofanlage, von deren Bausubstanz trotz starker Überformung noch wesentliche Teile erhalten sind. Der kleinere von zwei Fachwerkbauten auf dem Gelände stammt im Kern wohl noch aus dem 16. Jahrhundert, möglicherweise aus dem Jahr 1553. Eine rückseitige Erweiterung mit Veränderung des Dachstuhls und die Ausführung der Erdgeschoss-Außenwände als massives Mauerwerk um 1900 verfälschen den Urzustand stark, auch wenn die innere Raumaufteilung offenbar noch originalgetreu ist. Um das Jahr 2000 herum wurden einige Überformungen zurückgebaut (Schuppen vor dem Wohnhaus) und eine grundlegende Restauration vorgenommen. Der Bauschmuck beschränkt sich im Wesentlichen auf das Obergeschoss mit breit ausgeführter, gekehlte Schwelle mit Taubandschnitzerei, gebogenen Eckverstrebungen mit blattförmigen Schnitzereien und einem insgesamt sehr gleichmäßige Fachwerk mit durchlaufendem Brüstungsriegel. Die Fachwerkscheune aus dem 18. Jahrhundert und das zweite Fachwerkwohnhaus als Westflügel des Anwesens (laut Tafel aus dem Jahr 1722) sind weit weniger wertvoll, aber ebenfalls denkmalgeschützt.

#### Langgasse 2
Diese Scheune aus dem 18. Jahrhundert war mit ungewöhnlich breiter, repräsentativ zur Straße ausgerichteter Giebelseite ausgeführt. Das Fachwerk zeigte betont ebenmäßige Formen. Der Rähm unterhalb des obersten Dachstockwerks war betont breit ausgeführt. Um das Jahr 2000 herum wurde das Gebäude abgerissen.

#### Neue Straße 1/3
Dieses Gebäude besteht erkennbar aus zwei Fachwerkzonen, die zu verschiedenen Zeitpunkten errichtet wurden. Der vordere, ältere Teil zeigt dabei ein sorgfältiger ausgeführtes Balkenwerk mit Profilierungen im Rähm des Erdgeschosses. Wichtiges Baudetail ist die spätbiedermeierliche Haustür. Vermutlich schloss das Gebäude den alten Ortskern am südlichen Ende der Durchgangsstraße ab.

#### Oberdorfstraße 8/10
Bei diesem zweizonigen Wohnhaus handelt es sich um das am kunstfertigsten geschmückte Fachwerkgebäude im Ort. Genaste und geschweifte Querstreben, Mannformen, gedrehte Säulchen und reich beschnitzte Schwellen machen zusammen mit vier fränkischen Erkern, die auf aufwendig beschnitzten Konsolen ruhen, den hohen Wert des Fachwerks aus. An einem Eckständer ist das Gebäude auf 1701 datiert. Ein heute verputztes Altenteil wurde später angebaut.

#### Salzbachbrücke
Der heute vorhandene, einbogige Brückenkörper, über den die Langgasse verläuft, ersetzte um 1900 herum einen Vorgängerbau an gleicher Stelle. Zu diesem Zeitpunkt diente er noch dem Anschluss der Landwirtschaftsflächen jenseits des Baches an den Ortskern. Heute befinden sich Häuser auf beiden Seiten der Brücke. Der Baukörper besteht aus Bruchstein. Die Gestaltung des Verputzes erweckt den Anschein von Quadern innerhalb des Brückenbogens. Das aus Winkeleisen gefügte Geländer ist durch ein Rautennetz gestaltet.

#### Unter Eichen 1
Dieses Wohnhaus aus dem 8. Jahrhundert zeigt heute nur noch abschnittsweise seinen bauhistorischen Wert. An der verkleideten Giebelseite ist lediglich die wohl noch unveränderte Fensteranordnung erhalten. An der Traufseite ist das Fachwerk des Obergeschosses noch sichtbar. Dort zeigt die insgesamt recht einfache Balkenkonstruktion Schmuckschnitzereien in Form von Zackenfriesen, Schuppen und Ranken.

#### Unter Eichen 10
Diese Hofanlage ist Teil eines einstmals vom Dorfkern getrennten Siedlungsabschnitts am Salzbach. Das Wohnhaus wurde im 18. Jahrhundert errichtet und im 19. Jahrhundert an beiden Giebelseiten erweitert. Ein Rest des ursprünglichen Fachwerks ist an einem Teil der Traufseite im Obergeschoss noch zu sehen. Die einfache Struktur wird durch Mannformen und eine profilierte Schwelle erweitert. Die Scheune, ebenfalls aus dem 18. Jahrhundert, gehört ursprünglich zu dem angrenzenden Einhaus Wirtshof 2.

#### Unter Eichen 14
Es handelt sich um ein unauffällig voluminöses Wohnhaus des 18. Jahrhunderts, dessen Fachwerk heute hinter Verkleidungselementen verborgen ist. Die Fenster sind in ihrer Anordnung und Größe unverändert.

#### Wirtshof 2
Dieses in sehr einfachem, nahezu quadratischem Fachwerk ausgeführte Einhaus stammt aus der Zeit um 1700. Der in das Schleppdach einbezogene Niederlass ist ein typisches Merkmal des Westerwälder Fachwerks. Die ursprünglich zugehörige, später erbaute Scheune gehört heute zum Anwesen „Unter Eichen 10“. Seit 2008 beherbergt das Haus das Thalheimer Dorfmuseum.

#### Wirtshof 9
Dieses Gebäude sticht im gesamten Ortsbild hervor. Es handelt sich um eine Villa, die 1903 im klassizistischen Stil und damit in dieser Umgebung ungewöhnlich modern errichtet wurde. Auch der rheinische Kalkschwemmstein als Baumaterial ist in der Region sonst kaum verbreitet. Bauherr war ein Thalheimer, der in Essen als Bauunternehmer arbeitete. Der Entwurf stammt von Architekten des damaligen Mischkonzerns Stinnes. Die Fassade verfügt über reichen Stuckdekor. Die massive Hofmauer hebt das Gebäude zusätzlich hervor.

#### Waldkapelle
Die kleine Kapelle befindet sich oberhalb von Thalheim am Waldrand an der Straße nach Hundsangen. Sie wurde 1912 aus sichtverfugtem Basaltbruchstein errichtet. Der spitzbogig gewölbte Andachtsraum enthält eine Kreuzigungsgruppe, die ebenfalls auf den Anfang des 20. Jahrhunderts datiert.

#### Bildstöcke
Dorfmuseum: Dieses Kruzifix aus dem Jahr 1892 wird von einem Schweifdach beschirmt und trägt einen auffallen großen Christuskorpus. Ursprünglich befand es sich an vor dem Anwesen Langgasse 37, wurde aber im Verlauf einer Straßensanierung entfernt und um das Jahr 2010 herum im Garten des Dorfmuseums, Wirtshof 9, erneut aufgestellt.
Oberdorfstraße 7: Dieser Bildstock mit quadratischem Grundriss wurde im 19. Jahrhundert aus Bruchsteinen errichtet und mit einem Pyramidendach gekrönt. Die Wände sind verputzt, die Kammer verfügt über einen leichten Spitzbogen und ein wohl noch bauzeitliches Türchen aus Schmiedeeisen.

## Infrastruktur
In Thalheim gibt es eine Mehrzweckhalle am Graben.

## Persönlichkeiten
- Josef Bellinger (1805–1889), Bürgermeister und Mitglied des Nassauischen Landtags